# Nigel Farage
Nigel Paul Farage (IPA: /ˈfærɑːʒ/), född 3 april 1964 i Farnborough i Bromley utanför London, är en brittisk politiker och partiledare för Reform UK. Han var 2006–2009, samt 2010–2016 partiledare för det euroskeptiska UK Independence Party och var från 1999 till 31 januari 2020 ledamot i Europaparlamentet. Farage är sedan valet den 4 juli 2024 ledamot av Underhuset för valkretsen Clacton.

## Bakgrund och utbildning
Farage föddes i Farnborough i Kent den 3 april 1964 som son till Guy Justus Oscar Farage och Barbara (född Stevens). Hans far var en fondkommissionär som arbetade i City of London. En beskrivning i BBC Radio 4 år 2012, beskrev Guy Farage som en alkoholist som lämnade familjens hem när Nigel var fem år gammal. Hans far gav upp alkohol två år senare, 1971, och gav sig i antikhandeln, efter att ha förlorat sin börsposition; året efter, med stöd av vänner, återvände han till handelsgolvet vid det nya börstornet på Threadneedle Street.
Farages farfar, Harry Farage, var en menig som stred och sårades i första världskriget. Det har föreslagits att namnet Farage kommer från en avlägsen huguenot-förfader. Båda föräldrarna till en av Farages farfarsfar var tyskar som emigrerade till London från området kring Frankfurt strax efter 1861. Hans tyske förfader Nicholas Schrod nämndes i tidningar 1870 i samband med en tvist med två män om det Fransk-preussiska kriget.
Farages första skola var Greenhayes School for Boys i West Wickham och han tillbringade därefter en kort period på en liknande skola i närliggande Eden Park.  Från 1975 till 1982 utbildades Farage vid Dulwich College, en avgiftsbelagd privatskola i södra London.  I sin självbiografi hyllar han karriärråden han fick där från den engelske testcricketspelaren John Dewes, "who must have spotted that I was quite ballsy, probably good on a platform, unafraid of the limelight, a bit noisy and good at selling things".  Farage var aktiv i Konservativa partiet från sin skoltid, efter att ha sett ett besök på sin skola av ministern Keith Joseph.
1981 skrev en engelsklärare som inte hade träffat den 17-åriga Farage, Chloe Deakin, till rektorn vid Dulwich College, David Emms, och bad honom ompröva sitt beslut att utse Farage till prefekt, med hänvisning till farhågor som andra uttryckt över Farages påstådda "fascistiska" åsikter.  Emms avvisade dessa farhågor, liksom kollegiets biträdande rektor, Terry Walsh, som senare sa att Farage "var välkänt för att provocera människor, särskilt vänsterorienterade engelsklärare som inte hade något sinne för humor".  Farage sade senare: "Alla anklagelser [att] jag någonsin varit involverad i extremhögerpolitik är fullständigt osann."

## Tidig karriär
Efter att ha lämnat skolan 1982, fick Farage anställning i City of London, handel med råvaror på London Metal Exchange. Till en början gick han med i den amerikanska råvaruverksamheten hos mäklarfirman Drexel Burnham Lambert, och övergick till Crédit Lyonnais Rouse 1986. Han gick med i Refco 1994 och Natixis Metals 2003.
Farage hade gått med i Konservativa partiet 1978, men röstade på Gröna partiet 1989 på grund av vad han såg som deras då "förnuftiga" och euroskeptiska politik. Han lämnade de konservativa 1992 i protest mot premiärminister John Majors regerings undertecknande av fördraget om Europeiska unionen i Maastricht. 1992 gick Farage med i Anti-Federalist League(en). 1993 var han en av grundarna av UKIP. 1994 bad Farage Enoch Powell att stödja UKIP; Powell tackade nej.

## Europaparlamentet
Farage valdes till Europaparlamentet 1999 för valkretsen Sydöstra England och omvaldes 2004, 2009 och 2014. Farage var ledare i Bryssel för UKIP med ledamöter i Europaparlamentet och medledare för den multinationella euroskeptiska gruppen Europe of Freedom and Direct Democracy.  Farage rankades som den femte mest inflytelserika parlamentsledamoten av Politico 2016, som beskrev honom som "en av de två mest effektiva talarna i kammaren". Enligt uppgift skulle han alltid tilldelas kontorsnummer 007 i Europaparlamentet.
Den 18 november 2004 tillkännagav Farage i Europaparlamentet att Jacques Barrot, då den nominerade franska kommissionsledamoten, hade varit avstängd från vald mandat i Frankrike i två år, efter att ha dömts år 2000 för att ha förskingrat 2 miljoner pund från statliga medel och överfört dem till  hans partikassa.  Han sade att Frankrikes president Jacques Chirac hade beviljat Barrot amnesti; de första uppgifterna från BBC sa att det enligt fransk lag kanske var olagligt att nämna den övertygelsen. Förbudet i fråga gäller endast franska tjänstemän under utövandet av sina uppgifter. Parlamentets talman, Josep Borrell, uppmanade honom att dra tillbaka sina kommentarer under hot om "rättsliga konsekvenser".  Följande dag bekräftades det att Barrot hade fått åtta månaders villkorligt fängelse i fallet, och att detta snabbt hade strukits av den amnesti som beslutats av Chirac och hans parlamentariska majoritet.
I början av 2005 begärde Farage att Europeiska kommissionen skulle avslöja var de enskilda kommissionärerna hade tillbringat sin semester.  Kommissionen tillhandahöll inte den begärda informationen, på grundval av att kommissionärerna hade rätt till integritet. Den tyska tidningen Die Welt rapporterade att EU-kommissionens ordförande José Manuel Barroso hade tillbringat en vecka på den grekiske sjöfartsmiljardären Spiros Latsis yacht.  Det framkom strax därefter att detta hade inträffat en månad innan kommissionen under Barrosos föregångare Romano Prodi godkände 10,3 miljoner euro i grekiskt statligt stöd till Latsis rederi. Det blev också känt att Peter Mandelson, då den brittiske EU-kommissionären, hade accepterat en resa till Jamaica från en oupptäckt källa vid en debatt den 26 maj 2005. Motionen mottogs kraftigt.  En konservativ parlamentsledamot, Roger Helmer, uteslöts från sin grupp, EPP-ED, mitt under debatten av den gruppens ledare Hans-Gert Pöttering som ett resultat av hans stöd för Farages motion.
Farage övertalade omkring 75 parlamentsledamöter från hela det politiska spektrumet att stödja en motion om misstroende mot Barroso, vilket skulle vara tillräckligt för att tvinga Barroso att framträda inför Europaparlamentet för att förhöras i frågan. Motionen lades fram framgångsrikt den 12 maj 2005, och Barroso dök upp inför parlamentet.
2013 kritiserade Garage Barrosos tidigare medlemskap i det maoistiska portugisiska kommunistpartiet och sa: "You are a man that likes fixed ideology, you probably picked it up when you were a communist or Maoist, or whatever you were, and for the last ten years you've pursued euro-federalism combined with an increasing green obsession."
Efter Herman Van Rompuys tal den 24 februari 2010 till Europaparlamentet talade Farage – till protester från andra parlamentsledamöter – till Belgiens tidigare premiärminister och Europeiska rådets förste långvariga ordförande och sa att han hade "karisma av  en fuktig trasa" och utseendet på "en låggradig banktjänsteman". Farage ifrågasatte legitimiteten i Van Rompuys utnämning och frågade: "Vem är du? Jag hade aldrig hört talas om dig, ingen i Europa hade någonsin hört talas om dig."  Han sa också att Van Rompuys "avsikt [är] att vara den tysta mördaren av europeisk demokrati och de europeiska nationalstaterna". Van Rompuy kommenterade efteråt: "Det fanns ett uttalande som jag bara kan förakta, men jag tänker inte kommentera ytterligare." Efter att ha avböjt att be om ursäkt för uttalandet kallade parlamentets talman Jerzy Buzek det "olämpligt, oparlamentariskt och förolämpande mot parlamentets värdighet", Farage tillrättavisades och fick sin rätt till tio dagars ersättning (utgifter) "dockad".
Tillfrågad av Camilla Longe på The Times beskrev Farage sitt tal: "det var inte kränkande, det var rätt."
Kronprins Charles av Storbritannien bjöds in att tala inför Europaparlamentet den 14 februari 2008;  I sitt tal efterlyste han EU:s ledarskap i kampen mot klimatförändringarna. Under den stående ovationen som följde var Farage den enda ledamoten som satt kvar, och han fortsatte med att beskriva prinsens rådgivare som "naiva och korkade i bästa fall."
I maj 2009 rapporterade The Observer ett tal från Foreign Press Association som Farage höll där han hade sagt att han under sina tio år som ledamot av Europaparlamentet hade fått totalt 2 miljoner pund av skattebetalarnas pengar i personal, resor och  andra utgifter. Som svar sa Farage att alla UKIP-ledamöter i framtiden skulle tillhandahålla månatliga utgifter.
Vid ett andra besök i Edinburgh i maj 2014 förutspådde Farage korrekt att UKIP skulle vinna en skotsk plats i valet till Europaparlamentet.  Tvåhundra demonstranter häcklade och buade honom. Trettio poliser i två skåpbilar behövdes för att upprätthålla ordningen.
I valet till Europaparlamentet 2014 ledde Farage att UKIP vann den högsta andelen av rösterna.  Det var första gången ett annat politiskt parti än Labour Party och Conservative Party hade vunnit folkomröstningen i ett nationellt val sedan 1906 års allmänna val. Det var också första gången ett annat parti än Labour och konservativa vann det största antalet platser i ett nationellt val sedan valet i december 1910.
I juni 2014 deklarerade Farage 205 603 pund för gåvor över tio år, inklusive fri användning av en lada för hans valkretskontor, som hade deklarerats i EU-registret i Bryssel varje år.  Valkommissionen sa att gåvorna också borde ha deklarerats i Storbritannien inom 30 dagar efter mottagandet och bötfällt Farage med 200 pund.
I början av november 2014, bara några dagar efter att ha blivit chef för EU-kommissionen, drabbades Luxemburgs f.d. premiärminister Jean-Claude Juncker av mediaavslöjanden – som härrörde från en dokumentläcka känd som Luxembourg Leaks – att Luxemburg under hans premiärskap hade förvandlats till en  stora europeiska centrum för bolagsskatteflykt. En senare motion om misstroendevotum i Europaparlamentet väcktes mot Juncker på grund av hans roll i skatteflyktsordningarna. Motionen förkastades med stor majoritet. Farage var en av de främsta drivkrafterna bakom misstroendeförklaringen.

## UK Independence Party

### 1993–2010
Farage var en av de grundande medlemmarna av UK Independence Party år 1993. Den 12 september 2006 valdes han till ledare för UKIP med 45 procent av rösterna, 20 procentenheter före sin närmaste rival. Han lovade att tillföra disciplin till partiet och att maximera UKIP:s representation i lokala, parlamentariska och andra val. I en intervju på BBC Radio 4 samma dag lovade han att sätta stopp för allmänhetens uppfattning om UKIP som ett enfrågeparti och att arbeta med allierade politiker i kampanjen Better Off Out, och förband sig att inte stå emot de parlamentsledamöter i valet som har skrivit under fram till den kampanjen.
I sitt första tal till Ukip-konferensen, den 8 oktober 2006, berättade Farage för delegaterna att partiet var "i centrum för den brittiska opinionen" och "oppositionens verkliga röst".  Han sade: "Vi har tre socialdemokratiska partier i Storbritannien - Labour, Lib Dem och de konservativa. De är praktiskt taget omöjliga att skilja från varandra i nästan alla huvudfrågor" och "du kan inte lägga ett cigarettpapper mellan dem och  därför finns det nu nio miljoner människor som inte röstar i allmänna val, men som gjorde det 1992."
Klockan 22.00 den 19 oktober 2006 deltog Farage i en tre timmar lång liveintervju och ringde till James Whale på den nationella radiostationen Talksport. Fyra dagar senare tillkännagav Whale på sin show sin avsikt att ställa upp som UKIP:s kandidat i Londons borgmästarval 2008. Farage sa att Whale "inte bara har mod, utan en förståelse för vad riktiga människor tycker". Whale bestämde sig senare för att inte ställa upp och UKIP representerades istället av Gerard Batten.

### Parlamentsvalet 2010
Den 4 september 2009 avgick Farage som UKIP:s partiledare för att fokusera på sin kampanj för att bli parlamentsledamot för valkretsen Buckingham i Westminster i det allmänna valet 2010. Han berättade senare för The Times-journalisten Camilla Long att UKIP:s interna slagsmål tog alldeles för mycket tid.
Farage stod i valkretsen emot sittande parlamentsledamot John Bercow, den nyvalde talmannen i Underhuset, trots konventionen att talmannen, som politisk neutral, normalt inte utmanas i sitt anbud om omval av någon av de stora  partier. Han sa senare att han "missberäknade" Bercows popularitet i valkretsen.
Farage kom trea med 8 401 röster. Bercow omvaldes och på andra plats med 10 331 röster kom John Stevens, en före detta konservativ parlamentsledamot som kampanjade som oberoende.

#### Flyplansolycka
På valmorgonen den 6 maj 2010 följde Farage med ett tvåsitsigt PZL-104 Wilga-flygplan med en pro-Ukip-banderoll som kraschade. Farages skador beskrevs som icke-livshotande. Även om hans skador ursprungligen beskrevs som lindriga, var hade han frakturer på bröstben och revben och en punkterad lunga. Rapporten från Air Accidents Investigation Branch (AAIB) sa att flygplanet drog en banderoll som fastnade i planets stjärt och tvingade ner nosen.
Den 1 december 2010 åtalades Justin Adams, piloten på flygplanet som var inblandat i olyckan, för att ha hotat att döda Farage i en separat incident. Han åtalades också för att ha hotat att döda en AAIB-tjänsteman som var inblandad i utredningen av olyckan. I april 2011 befanns piloten skyldig till dödshot. Domaren sa att den tilltalade var "uppenbarligen extremt störd" vid den tidpunkt då brotten ägde rum, och tillade: "Han är en man som behöver hjälp. Om jag kan hitta ett sätt att ge honom hjälp kommer jag att göra det." Adams dömdes till övervakning i två år och hittades död i hemmet i december 2013 under omständigheter som polisen sa att de "inte behandlades som misstänkta".

### 2010–2015
Farage stod åter upp för UKIP:s partiledarskap 2010 efter att hans efterträdare Lord Pearson hade avgått, och den 5 november 2010 tillkännagavs att han hade vunnit ledarskapet.
UKIP glömde att ange sitt partinamn på sin kandidats valsedel för borgmästarvalet i London 2012, Laurence Webb framstod som "ett nytt val för London". Farage beskrev misstaget som ett internt fel. Intervjuad söndagen efter av Andrew Neil och frågade om "deras spelplan", välkomnade Farage de "genomsnittliga 13 % av rösterna" över hela landet och uppgav att partiet förberedde sig för lokalvalet 2013, valet till Europaparlamentet 2014 och  allmänna valet 2015.
Farage sa att UKIP strävade efter att komma i toppen av EU-valet, men Neil föreslog att UKIP fortfarande sågs som "oprofessionellt, amatör och till och med oacceptabelt". I samma intervju beskrev Farage baronessan Warsi som "den lägsta ordföranden som Torypartiet någonsin har haft". Han valdes till årets politiker år 2012 av onlinetjänsten MSN.
I maj 2013 ledde Farage UKIP till dess bästa resultat i ett brittiskt val. Partiet fick 23 procent av rösterna i lokalvalet, vann 147 fullmäktigeplatser och placerades  bara 2 procentenheter bakom det regerande Konservativa partiet och 9 procentenheter före Liberaldemokraterna. Farage blev  lyckönskad på vägen till sin favoritpub, The Marquis of Granby för en drink. Han kallade segern "en verklig förändring i brittisk politik" och  opinionsundersökningsbyrån Survation uppgav att 22 procent av väljarna hade för avsikt att stödja UKIP i det allmänna valet 2015.
Farage sa 2013 att han hade anlitat en skatterådgivare för att bilda Farage Family Educational Trust 1654, en trust som Farage sa användes "för arvsändamål", på Isle of Man. Farage beskrev senare detta "som standardpraxis" men sa att han "beslutade att jag inte ville ha den. Jag använde den aldrig. Ön är inte ett skatteparadis." Farage har sedan dess sagt att detta var ett misstag: att han "inte var rik nog" för att behöva det, att det som sågs vara rättvist för 10, 20 eller 30 år sedan inte var det längre och att det kostade honom pengar. Han har kritiserat den politiska diskursen kring skatteflykt som en "kapplöpning mot botten". BBC rapporterade: "The Isle of Man was one of the UK's crown dependencies which signed an agreement on corporate disclosure at a recent meeting with David Cameron amid claims that individuals and firms are using offshore locations to reduce their tax liabilities", och tillägger att Isle of Man avvisar alla anklagelser om att de används för skatteflykt.
Farage hade tidigare fördömt skatteflykt i ett tal till Europaparlamentet där han kritiserade europeiska byråkrater som tjänade 100 000 pund per år och betalade 12 procent skatt enligt EU:s regler, Farage sa 2014 att "de flesta juridiska former av skatteflykt är ok, men vissa är det helt klart inte" efter att han förhördes om varför 45 000 pund av hans inkomst betalades in till hans privata företag snarare än till ett personligt bankkonto, och att kritiken av hans handlingar var "löjlig". I kölvattnet av Panama-läckan sa Farage att han inte skulle offentliggöra sin skattedeklaration eftersom "Jag tror att i det här landet betraktar man vad folk tjänar som en privat angelägenhet", och kritiserade David Camerons agerande som hyckleri, särskilt med hänsyn till hans tidigare kommentarer om Jimmy Carrs skatteflykt.
Från och med 2019 fortsatte Farage att ha avgifter betalda till honom via ett aktiebolag, Thorn in the Side Ltd.

### Parlamentsvalet 2015
I oktober 2013 tillkännagav Farage på BBC:s The Andrew Marr Show att han skulle ställa upp i valet som parlamentsledamot vid 2015 års allmänna val, med största sannolikhet tävlande antingen Folkestone and Hythe eller South Thanet;  under tiden uppgav han att hans plikt och preferens var att fokusera på sin nuvarande roll som parlamentsledamot.
I augusti 2014 valdes Farage som UKIP-kandidat för South Thanet.
I oktober 2014 bjöds Farage in att delta i blivande ledardebatter på BBC, ITV, Channel 4 och Sky inför det allmänna valet 2015. UKIP angav att man skulle överväga att vidta rättsliga åtgärder om partiet, i strid med fastställda regler för etermedier, uteslutits från tv-sända ledardebatter före valet. TV-debatten med de 7 partiledarna sändes av ITV den 2 april 2015 från MediaCityUK, Salford Quays.  Av tre omröstningar som togs omedelbart efteråt hade ComRes-undersökningen Farage som gemensam vinnare, tillsammans med Labours Ed Miliband och konservative David Cameron.
I mars 2015 förklarade Farage i sin bok The Purple Revolution att han skulle avgå som UKIP-ledare om han inte skulle bli vald till ledamot av Underhuset;  han uttalade sin tro att det inte skulle vara "trovärdigt" för honom att leda UKIP utan att sitta i parlamentet i Westminster.
Den 22 mars 2015 blev Farage måltavla av anti-UKIP-aktivister som jagade honom och hans familj från en publunch i Downe, Större London. Hans döttrar sprang iväg för att gömma sig och befanns senare vara säkra. Farage sade, på frågan om vad han tyckte om händelsen, kallade han demonstranterna "avskum".
Farage misslyckades i sitt försök att bli ledamot av Underhuset för South Thanet även om han kom tvåa (slog Labour med över 4 000 röster), minskade den konservativa majoriteten till mindre än 3 000 och fick över 32% av rösterna.
Farage tillkännagav därefter sin avgång som ledare för UKIP, med hänvisning till att han är en "man av sitt ord" eftersom han lovade att avgå om han inte vann sin plats, även om han höll möjligheten öppen att åter-  deltar i den efterföljande ledarskapstävlingen. Den 11 maj 2015 tillkännagavs att Farage skulle fortsätta att fungera som partiets ledare, enligt BBC:s uppgifter: "Partiordförande Steve Crowther sa att den nationella verkställande kommittén trodde att valkampanjen hade varit en "stor framgång" och att medlemmarna hade "enhälligt"  avvisade Farages avskedsbrev". Intervjuad om sitt fortsatta ledarskap av BBC följande dag, sa Farage: "Jag sa upp mig. Jag sa att jag skulle avgå. Jag dök upp till NEC-mötet med brev i hand med full avsikt att genomföra det. De sa enhälligt att de gjorde det"  För att jag inte vill att jag ska göra det, presenterade de framställningar, underskrifter, uttalanden från kandidater som sa att det skulle vara en dålig sak för UKIP. Så jag lämnade mötet, gick och satte mig i ett mörkt rum för att fundera på vad jag skulle göra  av partiets intresse skulle jag acceptera deras vänliga erbjudande om att jag skulle stanna och riva upp brevet."  Han tillade att han skulle överväga att ställa upp till parlamentet igen om ett extraval skulle utlysas i en Labour-hållen valkrets.
En bråk utvecklades därefter inom partiet, där Europaparlamentarikern och kampanjchefen Patrick O'Flynn beskrev Farages offentliga image som "snurrande, tunnhudad, aggressiv" och sa att han riskerade att förvandla partiet till en "personlighetskult". O'Flynn anklagade Farage för att ägna för mycket uppmärksamhet åt rådgivare som "skulle vilja ta UKIP i riktning mot någon hårdhöger, ultraaggressiv American Tea Party-liknande rörelse", och pekade ut NHS och liberalisering av vapenkontroll som särskilda frågor. Raheem Kassam, Farages stabschef och redaktör för Breitbart London fick senare sparken som ett resultat, medan O'Flynn uppgav att han fortsatte att stödja Farage som partiledare. Farage mötte också ett antal uppmaningar från ledande personer inom partiet att avstå.
Efter valet erkände en UKIP-talesman att den efter en rad hotfulla attacker mot Farage hade skickat en informatör till Thanet-grenen av protestorganisationen Stand Up to UKIP, och angav att "för att kunna tillhandahålla rimlig säkerhet var det naturligtvis nödvändigt för att ha information från insidan", ett tillvägagångssätt som han sa användes av "många säkerhetsoperationer med uppgift att skydda säkerheten och välbefinnandet för en riktad individ". Enligt The Guardian ska uppgiftslämnaren aktivt ha uppmuntrat medlemmar att begå brottslig skada.  Farage hade sagt att han var offer för "fackligt finansierade aktivister" som uppviglade till vandalism.

## Brexit

### Folkomröstningen 2016
Farage var en nyckelfigur i Brexitkampanjen 2016 som, med 52 procent av rösterna, vann. Jean-Claude Juncker sa omedelbart till alla UKIP-medlemmar att lämna parlamentet. Under kampanjen hade Farage lagt fram förslaget om en framtida andra folkomröstning om brexitkampanjen skulle misslyckas, men resultatet var närmare än 52–48. Farage anklagade den amerikanska presidenten Barack Obama för en "monstruös inblandning" i folkomröstningsdebatten och sa "du skulle inte förvänta dig att den brittiske premiärministern skulle ingripa i ditt presidentval; du skulle inte förvänta dig att premiärministern skulle stödja en eller annan kandidat."
Farage stödde till en början Vote Leave (ledd av Dominic Cummings och Matthew Elliott, med stöd av Boris Johnson och Michael Gove) och leave.eu (ledd av Arron Banks) i sina kampanjer för att lämna EU och sa att de nådde "olika målgrupper"; dock blev han senare irriterad över röstledighetens marginalisering av den UKIP-stödda gräsrotsrörelsen och deras brist på uttryckligt fokus på immigration som en fråga. Han skyllde detta på de äldre "apparatchikerna" inom partiet (dvs. Cummings och Elliott) som målmedvetet marginaliserade Farsge under kampanjen, och trodde att hans attityder om invandring avskräckte swing-väljare. The Daily Telegraph citerade Farage som sa att: "[Cummings] har aldrig gillat mig. Han tål inte ERG. Jag kan inte se honom komma till något boende med någon. Han har enorm personlig fiendskap med de sanna troende i Brexit".
Farage har argumenterat starkt för att en brittisk självständighetsdag ska hållas i Storbritannien, den 23 juni varje år.  Den 24 juni 2016, i ett tv-sänt tal på morgonen av Brexit-resultatet, uttalade han, "låt den 23 juni gå till vår historia som vår självständighetsdag", och sade senare att det "nu måste vara  gjorde en nationell helgdag."

### 2016–2019
Den 28 juni 2016 höll Farage ett tal i Europaparlamentet, där han uttalade att ett hypotetiskt misslyckande för EU att sluta ett handelsavtal med ett utträdande Storbritannien skulle "vara mycket värre för dig än det skulle vara för oss", till skratt av ledamöterna. Han sa om sina kolleger att "praktiskt sett ingen" av dem någonsin hade gjort "ett ordentligt jobb" i sina liv. Media runt om i världen täckte Farges tal, inklusive hans kommentar: "... när jag kom hit för 17 år sedan, och jag sa att jag ville leda en kampanj för att få Storbritannien att lämna Europeiska unionen, skrattade ni alla åt mig.  Jag måste säga att du inte skrattar nu va?", och hans förutsägelse att Storbritannien inte kommer att vara det enda landet som lämnar EU. Som svar jämförde Guy Verhofstadt Farages folkomröstningsaffischer med nazistisk propaganda och krediterade Brexitkampanjen för att ha orsakat en mångmiljardförlust på börsen.
Farage avgick som ledare för UK Independence Party den 4 juli 2016 och sa att: "Det är rätt att jag nu ska träda åt sidan som ledare. Det jag sa under folkomröstningskampanjen är att jag vill ha tillbaka mitt land. Idag säger jag att "Jag vill ha tillbaka mitt liv och det börjar just nu" och "Jag har aldrig varit, och jag har aldrig velat bli, en karriärpolitiker." Han tillade att denna avgång var slutgiltig: "Jag vann. Jag kan lova dig att inte ändra mig igen", som syftar på hans två tidigare avgångar (2009 och 2015). Jean-Claude Juncker, ordförande för Europeiska kommissionen, beskrev Farage som en "retronationalist", Caroline Lucas, Gröna partiet parlamentsledamot för Brighton Pavilion, sa att hans arv är "giftigt och oförlåtligt" och att "Han har använt sin position till att piska upp hat mot migranter och avleda uppmärksamheten från de verkliga utmaningar som detta land står inför." Paul Nuttall, en UKIP-ledamot, twittrade att Farages "drivkraft och övertygelse skakade etablissemangspolitiken till sin kärna och gav oss en röst" och Suzanne Evans, tidigare vice ordförande för UKIP, sa att Farages avgång förvånade henne, men "det finns fortfarande utrymme i Storbritannien för UKIP". Journalisten Rod Liddle beskrev i The Spectator, efter hans avgång, Farage som: "Den viktigaste brittiska politikern under det senaste decenniet och den mest framgångsrika. Hans avgång lämnar ett hål i vårt politiska system. Med enorm intelligens och chutzpah och en uppfriskande  oortodoxt tillvägagångssätt byggde han upp UKIP från ingenting till att bli etablerat som vårt tredje största parti och lyckades med sin överordnade ambition – att se Storbritannien rösta för att lämna Europeiska unionen."
Efter en rättslig utmaning från entreprenören och aktivisten Gina Miller kring åberopningen av artikel 50 i fördraget om Europeiska unionen, dök Farage upp på The Andrew Marr Show med Miller. Hon konstaterade att "politiker hade ljugit hela vägen" och att folkomröstningslagen tydligt sa att resultatet var rådgivande. Farage accepterade att det var rådgivande men sa efteråt "jag vill bara fråga henne – vilken del av ordet "lämna" förstår du inte?". Farage talade om en fredlig protest och varnade för en aldrig tidigare skådad politisk ilska om parlamentet blockerade Brexit. Miller sa att parlamentarisk demokrati krävde att parlamentet skulle debattera frågor och att Farage hade ägnat hela brexitkampanjen åt att argumentera för parlamentarisk suveränitet. Liberal demokraternas partiledare Tim Farron kallade hans varningar för "rännstenspolitik", och sa att de brittiska domarna bara hade tolkat brittisk lag och att lyckligtvis var Farage den enda personen som talade om att gå ut på gatorna. Miller har tidigare kallat Farage oansvarig och har anklagat honom och tabloidmedia för dödshot mot henne. Hon uppgav i november 2016 att hon inte skulle vidta rättsliga åtgärder mot dem som hade hotat henne.
Den 7 november 2016 meddelade Farage att han skulle leda en marsch med 100 000 deltagare till Högsta domstolen, som skulle börja samtidigt som domstolen  började pröva regeringens överklagande. Den 27 november 2016 rapporterades det att marschen ställdes in av oro för att den skulle kunna kapas av de högerextrema grupperna English Defence League och British National Party. Dagen efter blev Paul Nuttall ny partiledare för UKIP efter att Farage beslutat att kliva åt sidan för att stärka sin relation med USA:s tillträdande president Donald Trump.
2017 krävde Farage att UKIP:s enda parlamentsledamot, Douglas Carswell, skulle avgå. Han sa i The Daily Telegraph: "Jag tror att det finns liten framtid för UKIP om han stannar inom partiet. Det är dags för honom att avgå." Det rapporterades att det fanns kontroverser inom partiet om huruvida Carswell hade försökt förhindra Farage att ta emot ett riddarskap. Det rapporterades att MP hade föreslagit att Farage istället borde få Brittiska imperieorden "för tjänster till rubrikskribenter".
Den 20 april 2017 meddelade Farage att han inte skulle ställa upp i 2017 års allmänna val. Han sa att han trodde att han ytterligare kunde föra fram sin version av Brexit som ledare för en grupp i Europaparlamentet.
I maj 2018 talade Farage vid ett insamlingsevenemang för Democratic Unionist Party, tillsammans med sin främsta finansiella stödjare, Arron Banks. Han följde med Farage under evenemanget, och uppgav att han skulle stödja ett bud från Farage om att söka tjänst som DUP-kandidat efter utgången av hans mandatperiod som ledamot av Europaparlamentet 2019. 2018 blev han vice ordförande  i organisationen Leave Means Leave.

### Brexitpartiet
Den 4 december 2018 meddelade Farage "med ett tungt hjärta" i sitt livesända LBC-radioprogram att han omedelbart hade sagt upp sitt medlemskap i UKIP, efter 25 år som medlem i partiet. Dom förklaring nämnde Farage UKIP:s ledare Gerard Battens utnämning föregående månad av högerextrema aktivisten Tommy Robinson som rådgivare och den nationella verkställande direktören för UKIP:s röstning i en misstroendeomröstning för att behålla Batten som ledare för partiet.  Farage hävdade att Batten var "besatt av frågan om islam, inte bara islamisk extremism, utan islam, och UKIP grundades inte för att vara ett parti som kämpade för ett religiöst korståg."  han sa också att samarbetet med Robinson skadade bilden av Brexit.
Den 8 februari 2019 noterade Reuters att Brexitpartiet hade godkänts av Valkommissionen och citerade ur en artikel som han skrev i The Telegraph, där han uppgav att han skulle ställa upp som kandidat för partiet i eventuella framtida val till Europaparlamentet i Storbritannien. Den 8 februari 2019 citerade Financial Times Farage att det nya partiet var ett "livande fordon" som skulle kunna "mobiliseras" om Brexit försenas. Den 13 februari bekräftade farage att han skulle sitta i det europeiska parlamentet som medlem av Brexitpartiet. Den 22 mars tillkännagavs han som ny ledare för partiet efter att grundaren och tidigare partiledaren Catherine Blaiklock avgått.
Den 14 maj uppmanade den konservativa parlamentsledamoten Crispin Blunt att regeringen skulle gå in i ett "valarrangemang" med Brexitpartiet för att säkerställa att Brexit skulle ske i tid. På frågan av Huw Edwards på BBC om han skulle överväga ett sådant partnerskap, sa Farage att han skulle vara villig att arbeta med vem som helst för att säkra ett avtal som får Storbritannien ut ur den inre marknaden, tullunionen och Europeisk domstol, men sa att förtroende kan vara en fråga, och sade: "båda huvudpartierna har svikit oss mycket illa".
I maj 2019 rapporterade TV-bolaget Channel 4 att det hade sett fakturor för rese- och logikostnader mellan sommaren 2016 och sommaren 2017. Den rapporterade vidare att dessa förmåner, värda "så mycket som 450 000 pund", finansierades av Arron Banks och inte var deklarerade i Farages intresseregister, vilket han borde ha gjort som tjänstgörande parlamentsledamot. Den liberaldemokratiska parlamentsledamoten Catherine Bearder, i sin roll som kvestor (en parlamentsledamot ansvarig för ekonomiska och administrativa frågor), tog upp frågan och detta resulterade i att en officiell utredning inleddes den 21 maj 2019. På frågan av BBC om frågan svarade Farage, "Vad som än hände efter folkomröstningen – jag lämnade politiken, det hände mestadels i Amerika, det hade ingenting med politik att göra, ingenting med Brexitpartiet att göra, det var rent personligt. Jag letade efter en ny karriär och  ett nytt liv – det har ingenting med någonting att göra, det är en ren privatsak."
Den 20 maj 2019 kastade en brexitmotståndare en milkshake på Farge i Newcastle upon Tyne.  Angriparen, som greps på platsen, anklagades för att ha "sprutat galla och rasism". Farage twittrade om händelsen och sa: "För att en civiliserad demokrati ska fungera behöver du förlorarnas samtycke, politiker som inte accepterar folkomröstningsresultatet har lett oss till detta." En månad senare erkände 32-årige Paul Crowther sig skyldig till misshandel vid Tyneside Magistrates' Court, där distriktsdomaren Bernard Begley beordrade honom att utföra 150 timmars samhällstjänst och betala 350 pund i ersättning till Farage.
I juni 2019 föreslog Donald Trump att Farage skulle vara involverad i den brittiska regeringens brexitförhandlingar, eftersom han hade "mycket att erbjuda".
I valet till Europaparlamentet 2019 ledde Farage Brexitpartiet till att vinna 29 mandat och den högsta andelen av rösterna. Bland partiets parlamentsledamöter som valdes var de tidigare konservativa Ann Widdecombe och Annunziata Rees-Mogg.
Efter att Boris Johnson blivit premiärminister avslöjade Farage namnen på 635 kandidater till parlamentsvalet för Brexitpartiet, inklusive honom själv. Han meddelade senare att han inte skulle ställa upp som kandidat.
Den 8 september 2019 sa Farage att Brexitpartiet borde få "ett fritt lopp" för att rikta in sig på traditionella Labour-väljare i norra England, Midlands och Wales av det konservativa partiet som en del av en valpakt. Enligt The Sunday Telegraph ville han inte att Brexitpartiet skulle möta konservativ opposition i valkretsar som Wansbeck och West Bromwich East och i gengäld skulle Brexitpartiet inte bestrida platser där rösterna för lämna riskerade att splittras. Farage sa att hans parti och de konservativa "tillsammans skulle vara ostoppbara".
Den 11 september sa en högt uppsatt konservativ källa till BBC att Farage "inte var en lämplig person" och "aldrig borde tillåtas i närheten av regeringen".  Regeringen bekräftade att Boris Johnson inte skulle bilda en valpakt med Farage, till vilken han sa att han var "besviken" eftersom han erbjöd en "äkta vänskapshand". Med 275 kandidater fick Brexitpartiet 644 257 röster i valet, men inga mandat.
I januari 2020 beviljade Greater London Authority Leave Means Leave tillstånd att hålla en fest på Parliament Square den kvällen som Storbritannien lämnade EU. Farage berättade för publiken som firade tillfället den 31 januari att "det som händer nu markerar punkten utan återvändo. Vi kommer aldrig tillbaka". Andra talare var affärsmannen Tim Martin, politikern Peter Bone och sändaren Julia Hartley-Brewer. Innan festen uttryckte Farage stöd för att Big Ben skulle ringa för att markera ögonblicket kl. 23:00.
I december 2020 firade Farage handels- och samarbetsavtalet mellan EU och Storbritannien, efter tillkännagivandet av avtalet, och påstod att "kriget är över."

## Reform UK
I januari 2019 bildades med Farages stöd Brexitpartiet av före detta UKIP-medlemmar. Den 22 mars 2019 tog Farage över som partiledare. Partiet bytte efter landets utträde ur EU i januari 2021 namn till Reform UK.
Den 6 mars 2021 avgick han som partiledare och ersattes av Richard Tice, Farage valdes samtidigt till hedersordförande för Reform UK.
Inför valet 2024 meddelade Farage under en presskonferens den 3 juni 2024 att han efter en tid av kampanjmöten bestämt sig för att åter leda partiet, som partiledare. Farage meddelade även att han ämnade att ställa upp i valet för valkretsen Clacton i Essex. I valet vann han valkretsen med 21 225 röster och en marginal på 8 405 (18,3 %). Reform UK erhöll totalt fem mandat i Underhuset, men blev tredje största parti i totala antalet röster med 4 117 221 röster (14,3 %).

## Övrigt
Farage har gjort sig känd för flera kontroversiella uttalanden och ställningstaganden. Bland annat har han i en intervju uttryckt att den världsledare som han beundrar mest ur ett professionellt perspektiv är Rysslands president Vladimir Putin, och han beskrev dennes hantering av kriget i Syrien som "briljant". Han klargjorde dock att han inte beundrade Putin ur ett politiskt perspektiv eller som människa och kritiserade dennes fängslande av journalister.